# 黛比·蕾恩
黛比·蕾恩（英語：Debby Ryan，本名： Deborah Ann Popp，1993年5月13日—），美國女歌手、演員，生於阿拉巴马州亨茨维尔，7歲開始在專業劇院演出，及後被迪士尼頻道發掘，2008-2011年間在情境喜劇《小查與寇弟的頂級遊輪生活》中飾演貝利·皮克特和2010年電影《16歲的願望》中飾演艾比·詹森開始嶄露頭角。

## 外部連結
- 黛比·蕾恩在互联网电影资料库（IMDb）上的資料（英文）